# Orotina (región)
Orotina u Orotiña fue una antigua región de Costa Rica, en la costa del Pacífico, que a principios del siglo XVI estaba habitaba por un pueblo perteneciente al área cultural de Mesoamérica. Su rey aparece mencionado con el nombre de Orotina o Gurutina. 
Según fray Juan de Torquemada, Orotina era uno de los cuatro pueblos principales en que se dividía la región o provincia de Nicoya; las otras tres eran Cantren (Cangel) y Chorote (Chorotega). Orotina se hallaba a siete leguas de distancia de Nicoya por mar y a veinte por tierra, entre la región habitada por los Chomes y los dominios del rey Chorotega.
- Datos: Q9053210